# Maytenus domingensis
Maytenus domingensis är en benvedsväxtart som beskrevs av Krug. och Urb. Maytenus domingensis ingår i släktet Maytenus och familjen Celastraceae. Inga underarter finns listade.